# ジエゴ・リバス・ダ・クーニャ
ジエゴ・リバス・ダ・クーニャ（Diego Ribas da Cunha, 1985年2月28日 - ）は、ブラジル・サンパウロ州リベイラン・プレト出身の元サッカー選手。元ブラジル代表。現役時代のポジションはミッドフィールダー。

## クラブ経歴

### サントス
サントスFCの下部組織出身。2002年に16歳でプロデビューすると、同年のカンピオナート・ブラジレイロ・セリエA優勝に貢献。1歳上のロビーニョやエラーノ、アレックスらと共に「ヤング・サントス」の一員として3シーズンに渡って活躍。「ジーコの後継者」としてヨーロッパのクラブからの注目を集める。

### ポルト
2004年8月、FCバルセロナへ移籍したデコの後釜としてプリメイラ・リーガの名門FCポルトに移籍金700万ユーロで引き抜かれる。同年冬にはトヨタカップ出場のため来日。決勝のオンセ・カルダス戦はPK戦までもつれ込み、第1キッカーのジエゴはゴールを決めたものの、直後に相手GKを侮辱したため退場処分を受けた（チームは優勝）。2年目はコー・アドリアーンセ新監督との関係がうまくいかず出場機会を大きく減らし、移籍を決断する。

### ブレーメン
2006年8月、ドイツ・ブンデスリーガのヴェルダー・ブレーメンに移籍金は推定約600万ユーロで入団。前シーズンまで所属していたジョアン・ミクーの後継者として期待された。1年目の2006-07シーズンはリーグ開幕からトルステン・フリンクスと共にチームの攻撃陣の中心を担い、ブレーメンを前半戦冬の王者（ヘルプスト・マイスター）に導き、シーズン終了後にはドイツ年間最優秀選手に選ばれた。翌2007-08シーズンも投票で3位に入った。
3年目の2008-09シーズンはリーグ戦とカップ戦をあわせて20ゴールを決める活躍をみせ、UEFAカップ決勝進出に貢献したが、FCシャフタール・ドネツクに敗れた。同シーズンのDFBポカール決勝ではメスト・エジルの決勝点をアシストし、バイエル・レバークーゼンを破っての国内カップ制覇を果たした。

### ユヴェントス
2009年5月、セリエAのユヴェントスFCに5年契約、移籍金2450万ユーロで入団。しかし、イタリアのサッカーへの適応に苦しみ、ジュゼッペ・マロッタGMによってわずか1シーズンで構想外とされた。

### ヴォルフスブルク
2010年8月26日、ドイツのVfLヴォルフスブルクへ移籍。移籍金は1550万ユーロで4年契約。2月のハノーファー96戦ではスティーブ・マクラーレン監督の指示に逆らってパトリック・ヘルメスの代わりにPKを蹴って失敗し、試合後にチームから出場停止を課された。チームの成績不振により監督がフェリックス・マガトへ交代した後、残留争いの大一番であった5月14日のホッフェンハイム戦でベンチスタートなったことに激怒し無断で帰宅。チームはベンチメンバーが一人欠けた状態での戦いを強いられた。この問題行動によりクラブとマガト監督は翌シーズンにジエゴを起用しないことを決めた。

### アトレティコ・マドリード
夏の移籍期間最終日である2011年8月31日にアトレティコ・マドリードへ1シーズンの期限付き移籍が決まった。加入当初は批判も浴びたが、シーズン途中にディエゴ・シメオネ監督が就任するとトップ下を任され、ラダメル・ファルカオと共にヨーロッパリーグ制覇に貢献。ジエゴ本人はシーズン終了後もアトレティコへ残ることを望み、アトレティコが買い取るとの噂が流れたが、結局実現しなかった。

### ヴォルフスブルク復帰
2012年夏にヴォルフスブルク復帰。マガト監督との関係は依然として良好ではなかったが、新シーズンはヴォルフスブルクでプレーすることになった。シーズン途中にマガト監督が解任されると、冬の移籍市場でサントスへの移籍を勧められていたことを暴露。一方で、新監督の下ではミスを恐れずにプレーできるようになったとも述べた。

### アトレティコ・マドリード復帰
2014年1月、1年半ぶりにアトレティコ・マドリードに加入した。

### フェネルバフチェ
2014年7月11日、フェネルバフチェSKに加入した。

### フラメンゴ
2016年7月19日、CRフラメンゴへ移籍。
2022年11月12日、現役引退を表明した。

## 代表経歴

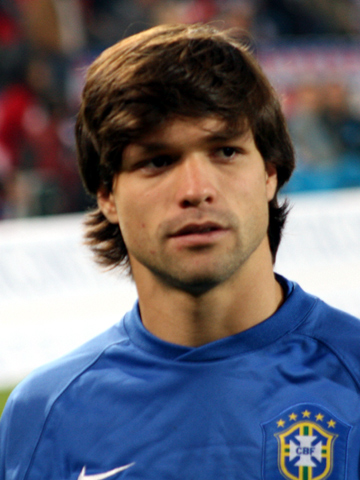
ブラジル代表でのジエゴ (2008年)

2003年4月30日、メキシコ戦でブラジルA代表デビュー。2004年と2007年のコパ・アメリカの優勝メンバーになったほか、2008年の北京オリンピックでは銅メダルを獲得した。一方で、同じポジションのカカの存在もあり、W杯出場経験はない。

## プレースタイル・人物
独創的なプレーを得意とする、いわゆるファンタジスタ。FWの後ろに位置する司令塔としてラストパスを出すことを好む。
「プリマドンナ」、「エゴ・ジエゴ」とあだ名されるように、チームの規律よりも個を主張する傾向が見られ、たびたびチームとの間にトラブルを起こしている。
背番号10に愛着を持っているが、ユヴェントスでは10番はチームの顔でありキャプテンであるアレッサンドロ・デル・ピエロがつけていたため、28番を選択した。これは2+8=10であることと、自身の誕生日が2月28日であることに由来する。なお、ブレーメンとヴォルフスブルクでは10番を背負っている。
父方の曾祖父がイタリア・エミリア＝ロマーニャ州フェラーラ出身、曾祖母が同カンパニア州出身であったため、イタリアのパスポートも所持している。

## 個人成績
| クラブ                   | シーズン | リーグ | リーグ | カップ | カップ | 欧州カップ戦 | 欧州カップ戦 | Total | Total |
| クラブ                   | シーズン | App    | Goals  | App    | Goals  | App          | Goals        | App   | Goals |
| ------------------------ | -------- | ------ | ------ | ------ | ------ | ------------ | ------------ | ----- | ----- |
| サントスFC               | 2002     | 22     | 8      |        |        |              |              | 22    | 8     |
| サントスFC               | 2003     | 33     | 9      |        |        |              |              | 33    | 9     |
| サントスFC               | 2004     | 9      | 4      |        |        |              |              | 9     | 4     |
| Total                    |          | 64     | 21     |        |        |              |              | 64    | 21    |
| FCポルト                 | 2004-05  | 30     | 3      |        |        | 6            | 1            | 36    | 4     |
| FCポルト                 | 2005-06  | 18     | 1      |        |        | 4            | 1            | 22    | 2     |
| Total                    |          | 48     | 4      |        |        | 10           | 2            | 58    | 6     |
| ヴェルダー・ブレーメン   | 2006-07  | 33     | 13     | 1      | 0      | 14           | 2            | 48    | 15    |
| ヴェルダー・ブレーメン   | 2007-08  | 30     | 13     | 3      | 1      | 10           | 4            | 43    | 18    |
| ヴェルダー・ブレーメン   | 2008-09  | 21     | 12     | 4      | 2      | 13           | 7            | 38    | 21    |
| Total                    |          | 84     | 38     | 8      | 3      | 37           | 13           | 129   | 54    |
| ユヴェントスFC           | 2009-10  | 33     | 5      | 2      | 2      | 9            | 0            | 44    | 7     |
| ユヴェントスFC           | 2010-11  | 0      | 0      | 0      | 0      | 3            | 0            | 3     | 0     |
| Total                    |          | 33     | 5      | 2      | 2      | 12           | 0            | 47    | 7     |
| VfLヴォルフスブルク      | 2010-11  | 30     | 6      | 2      | 0      | 0            | 0            | 32    | 6     |
| アトレティコ・マドリード | 2011-12  | 30     | 3      | 1      | 0      | 12           | 3            | 43    | 6     |
| VfLヴォルフスブルク      | 2012-13  | 32     | 10     | 5      | 3      | 0            | 0            | 37    | 13    |
| アトレティコ・マドリード | 2013-14  | 0      | 0      | 0      | 0      | 0            | 0            | 0     | 0     |
| Career Totals            |          | 321    | 87     | 18     | 8      | 71           | 18           | 410   | 113   |

## タイトル

### クラブ
サントスFC
- ブラジル全国選手権 : 2002

FCポルト
- ポルトガルスーパーカップ : 2004
- インターコンチネンタルカップ : 2004
- ポルトガルリーグ : 2005-06

ヴェルダー・ブレーメン
- DFLリーガポカール : 2006
- DFBポカール : 2008-09

アトレティコ・マドリード
- UEFAヨーロッパリーグ : 2011-12
- プリメーラ・ディビシオン : 2013-14

フェネルバフチェSK
- テュルキエ・スュペル・クパス : 2014

フラメンゴ
- ブラジル全国選手権 : 2019, 2020
- コパ・ド・ブラジル : 2021
- スーペルコパ・ド・ブラジル : 2020, 2021
- コパ・リベルタドーレス : 2019, 2022
- カンピオナート・カリオカ : 2017, 2019, 2020, 2021
- レコパ・スダメリカーナ : 2020

### 代表
ブラジル代表
- オリンピックサッカー : 2008
- 南米U-17選手権 : 2001
- コパ・アメリカ : 2004, 2007

### 個人
- ドイツ年間最優秀選手 : 2007